# Amalda southlandica
Amalda southlandica är en snäckart som först beskrevs av Fleming 1948.  Amalda southlandica ingår i släktet Amalda och familjen Olividae. Inga underarter finns listade i Catalogue of Life.